# Martina Corazza
Martina Corazza (18 de juny de 1979) és una ciclista italiana, que fou professional del 2001 al 2012.

## Palmarès
- 1997
  -  Campiona d'Itàlia júnior en ruta
- 2007
  - 1a al Sparkassen Giro Bochum
  - 1a al Giro del Friül
  - 1a al Gran Premi Riparbella-Montescudaio
- 2008
  - Vencedora d'una etapa a la Ruta de França